# 203 mm haubits M1931 (B-4)
203 mm haubits M1931 (B-4) var en tung sovjetisk haubits. Den användes under andra världskriget mot tyska befästningar och städer.

## Bevarade exemplar
- US Army Ordnance Museum